# Leño
Leño va ser un grup musical de rock urbà madrileny. Va ser creat en 1978 per Rosendo Mercado, Ramiro Penas i Chiqui Mariscal, que durant l'enregistrament del primer disc va marxar i fou substituït per Tony Urbano, i es va dissoldre a l'octubre de 1983. Se'ls considera pioners d'aquest estil, així com introductors del hard rock a Espanya.

## Història
El naixement de Leño es remunta, probablement, al 31 de desembre de 1977, després d'una discussió dels components de la primera formació del grup Ñu abans de començar un concert. Amb un vell amic del grup Fresa (anterior nom de Ñu), Chiqui Mariscal, i l'ex-bateria de Coz (grup del que després sortiria un altre grup dels 80 anomenat Barón Rojo) debuten a la sala Alcalá Palace el 12 de febrer com teloners d'Asfalto, amb quatre temes propis.
Al maig es va publicar el senzill "Este Madrid/Aprendiendo a escuchar" avui un disc de col·leccionista. Gairebé un any i desenes de concerts després, exactament al març de 1979, en setanta hores es grava i barreja el primer disc de Leño, amb el mateix nom que el grup.
La portada de "leño" mostra l'adéu de Chiqui Mariscal, el primer a la baixa. Amb el temps Chiqui va tornar a integrar-se a Ñu, grup en el que havia estat, amb Rosendo, abans que tots dos formessin Leño.
Per substituir-lo va entrar en el grup (i ja es quedarà fins a la fi) Tony Urbano, gran amic de Ramiro (tots dos provinents de Coz). Tony gravarà en el disc l'últim tema, l'himne a l'LSD "El tren", compost i no gravat, per Rosendo i José Carlos Molina en els temps de Ñu (com a curiositat, aquesta cançó la va gravar Ñu uns anys després, amb un altre nom i molta gent va pensar que estaven versionant Leño, quan en realitat la cançó era de tots dos).
Era el final d'una dècada i el principi d'una altra esperançadora, amb concerts a cada ciutat i la ràdio sonant en espanyol.
Com va declarar Rosendo, 
| « | "Estàvem sempre junts perquè era l'època dels festivals i en qualsevol punt d'Espanya ens trobàvem Coz, Ñu o Leño de Madrid, Bloque de Santander, Smash o Storm de Sevilla… Hi havia alguna cosa pel que estar aquí i lluitar junts. Estàvem fent lloc. Eren concerts de quatre, sis, vuit o fins a catorze grups, era una bogeria. Els equips eren horribles i a més no els sabíem manejar. Bloque tenien la millor producció i equip, també Asfalto, potser perquè van ser els que van començar abans i anaven invertint. Amb Ñu mai vaig tocar amb monitors, es tocava amb els amplis d'escenari. El bateria es deixava els nusos donant hòsties i els altres estrenyíem amb els Marshall a tot volum...". | » |

En el següent any va arribar la movida madrileña i les cases de discos van començar a augmentar les seves vendes. Molts encara recorden com un mal somni l'aparició de Leño, els "autèntics autèntics" fent play-back a "Aplauso", un programa musical de la televisió espanyola de l'època. Encara que uns altres recorden una altra versió dels fets: "Això del play-back em recorda quan, en la prehistòria, Leño la va armar quan va exigir (i ho va aconseguir) tocar en directe al programa Aplauso" (Raimundo Amador).
Al juliol de 1980 es va gravar "Más Madera", amb teclats de Teddy Bautista i un so gairebé pop. Segons Rosendo: "Más Madera sona molt malament. Es va fer molt de pressa, per sota de les cent hores de treball: un trio que entra en un estudi i fica elements que no havia tingut abans, amb la qual cosa no va haver-hi temps d'assimilar-ho. Però ens venia de gust fer-ho perquè era bé per a la nostra història"
| «                | "... ets nou, no saps res, estàs en un estudi de gravació i no ets conscient de moltes coses ... quan vaig acabar la meva part necessitava sortir d'allí perquè em vaig cremar. Deixem a Rosendo només i ell ens criticà tant a Tony com a mi, però li vaig dir que era pitjor que hagués estat allí perquè hauria odiat aquest disc tota la meva vida. Teddy va fer el que li sortia dels collons amb el disc. També va fer unes coses curioses però no va aconseguir fer-ho sonar ... eren cançons senzilles que es podien tocar amb una guitarra acústica, tenien boniques lletres i molt sentiment. Rosendo escrivia ja amb una sensibilitat absoluta". | » |
| — (Ramiro Penas) | |   |

.
Els concerts i les actuacions en directe, sense teclats ni arranjaments, només tres músics i milers de persones escoltant i sentint cada cançó, van donar el millor de Leño en aquella època. D'aquesta forma, en 1981 es va gravar "En directo". El disc es va registrar en les nits del 25, 26 i 27 de març al barri de Tetuán (Madrid), prop del seu local d'assaig del carrer Tablada, a la sala Carolina, Bravo Murillo. Com a novetat, es va introduir un saxofon (Manolo Morales), cors (amb una gairebé desconeguda Luz Casal) i quatre cançons creades expressament per a l'esdeveniment. Malgrat el so i que solament contingués quatre cançons inèdites, aquest disc va ser el més venut de la carrera de Leño. En els anys 81 i 82 la banda va continuar desmarcant-se d'etiquetes com "heavy", "rock dur".
Al maig de 1982 es va iniciar l'"aventura londinenca". Leño va gravar el seu tercer disc, "Corre, corre", a Londres sota la producció de Carlos Narea. No obstant això, quan es va presentar aquest disc als crítics de la revista anglesa "Kerrang", especialitzada en rock dur, el resultat va ser pèssim. Segons alguns era impossible jutjar Leño sense entendre, més enllà de la diferència d'idioma, sobre què estan parlant. Segons Rosendo: " A "Corre, Corre" hi ha molt bones cançons. Eren temes més clars, amb tornades que enganxen. Ja no hi havia teclats i les guitarres sonaven serioses... ". Els singles van ser radiats i van començar a tenir una ressonància més enllà dels estrets cercles del rock de l'època.
El disc va sonar molt en la ràdio, fins a en la televisió. El mític programa "Musical Express" d'Àngel Casas va realitzar un enregistrament en directe. Leño va ser també el primer grup que va aparèixer al programa de televisió "Tocata", quan el grup ja estava prop de la seva dissolució.
El final el va marcar la gira, organitzada per Miguel Ríos, "El rock de una noche de verano", que en trenta-quatre nits de l'estiu del 1983, va deixar en oïdes i ànimes les últimes notes i lletres de la banda. Miguel Ríos estava en el seu apogeu (amb discos com "Rock&Ríos" i "El Rock de una noche de verano") i aquella, segons alguns, va poder ser la gira més multitudinària i espectacular d'artistes espanyols de l'època.
Leño va optar per dissoldre's en el més àlgid de la seva carrera, a l'octubre del 1983, per considerar els seus membres que havien arribat "a un atzucac a nivell creatiu". En la seva edició de l'11 d'octubre el diari ABC publicà: "El grup de rock amb més carisma que hagi sortit mai dels barris madrilenys es dissol definitivament. La mort de la banda, que s'havia insinuat ja en els últims mesos, arriba en un moment en què Leño funcionava com una màquina perfecta".
Aquesta decisió va originar la creació d'una llegenda. Sembla evident que si Rosendo, líder natural de grup, hagués donat el vistiplau a les propostes de reunió -algunes de gran impacte econòmic-, els dubtes haguessin tacat la imatge de Leño. Després de la seva dissolució, Leño es converteix un grup de culte per a molts, els seus discos es reediten, apareixen continus rumors de reunió, i fins avui les seves cançons són demanades pel públic en els concerts de Rosendo.
En 2000 el premi al millor autor de rock, atorgat per la SGAE (Societat General d'Autors i Editors), l'hi va portar "La fina", cançó que es troba en l'últim disc de Leño; el premi el van recollir Tony i Ramiro, en nom del grup.

## Discografia

### Àlbums
- Leño - 1979
- Más madera - 1980
- En Directo - 1981
- ¡Corre, corre! - 1982
- Vivo '83 - 2006

### Singles
- Este Madrid / Aprendiendo a escuchar (tema només inclòs en el recopilatori (Maneras de Vivir 1997) - 1978
- El tren - 1980
- El oportunista - 1980
- La noche de que te hablé / Sin solución"  - 1980
- Maneras de vivir (gravat en estudi) / Todo es más sencillo*  (gravat en estudi no inclòs en cap LP) - 1981
- Corre, corre / Sorprendente - 1982
- Que tire la toalla! / Sorprendente - 1982
- Maneras de vivir (CD single, BMG) - 1997

### Recopilatoris
- Maneras de vivir - 1997
- Indirecto - 1992
- Nos va la marcha (Banda sonora) - 1978
- Bajo la corteza: 26 canciones de Leño (Tribut) - 2010